# 泉沙世子
泉 彩世子（いずみ さよこ、1988年10月28日 - ）は、日本の女性シンガーソングライター。大阪府豊中市生まれ、岡山県蒜山高原育ち。旧アーティスト名は泉 沙世子（読み同じ）。所属レーベルはキングレコードだったが、2016年3月現在、フリーランスで活動。

## 来歴
1988年10月28日、大阪府豊中市にて三姉妹の末っ子として生まれる。小学校低学年から岡山県蒜山高原で過ごす。「歌手になる」と決意したのは6歳の時で、長姉の影響でSPEEDをテレビで見て、突発的に「悔しい、私も人前で唄いたい」と思ったのがきっかけ。13歳からモーニング娘。などのオーディションを受け始める。高校時代、ライブで経験を積みながら何十個ものオーディションを受けたが、すべて落ちてしまった。2006年、歌手を目指して郷里の岡山から上京。ライブハウスで歌ったり路上ライブを行ったりした。しかし、なかなかメジャーデビューのチャンスは訪れなかった。このままがむしゃらにオーディションを受けても落ち続けるだけだと思い、いったんオーディションを受けるのをやめて、何かもう一つ“武器”を持とうと考えた。それは自分自身で作詞作曲をすることだと考え、曲作りを始めた。
2012年5月26日、キングレコード創業80周年記念企画として東京・赤坂BLITZにて開催された「KING RECORDS Presents Dream Vocal Audition」に参加。オーディションを受け続けて10年以上、「年齢的に焦りがあった」という中で受けたオーディションだったが、応募総数1万組以上の候補者の中からライブパフォーマンスを披露できる15組に勝ち残った。そして最終的に3人選出されたグランプリの1人に選ばれ、『DREAM VOCALIST Loved by with』賞を受賞。
同年11月21日、1stシングル「スクランブル」でメジャー・デビュー。タイトル曲の「スクランブル」は映画『カラスの親指』（11月23日公開）のイメージ・ソングで、自ら作詞・作曲し、ムーンライダーズの白井良明が編曲した。タイトルは渋谷スクランブル交差点をイメージしている。カップリングの「飛行機雲」も自作曲で、編曲はウルフルズのウルフルケイスケによる。
2013年1月30日、2ndシングル「境界線/アイリス」をリリース。「境界線」は映画『さよならドビュッシー』（2013年1月26日公開）の主題歌。
2013年6月12日発売の3rdシングル「手紙」は映画『二流小説家』(2013年6月15日公開)の主題歌。この曲は作詞を本人が担当している。
2014年1月15日発売の4thシングル「カス」は映画『ヨコハマ物語』(2013年11月16日公開)の主題歌。また、この映画に本人も出演しており女優デビューを果たした。
2014年11月7日、アーティスト名を「泉沙世子」から、本名の「泉彩世子」に改めた。

## 音楽性
もともと少しだけクラシックピアノを習っていたがまったく上達せず、東京に来てから音楽教室で1、2年ほど学んでから曲を作るようになった。

## 人物
- 彩世名義で自ら作詞・作曲も手掛ける[11]。
- 尊敬する人物は父と母、歌手ではトータス松本[1][3]。
- 趣味は人間観察[3]。

## ディスコグラフィ

### シングル
|     | 発売日         | タイトル         | カップリング                    | 規格 | 規格品番  | 最高順位 |
| --- | -------------- | ---------------- | ------------------------------- | ---- | --------- | -------- |
| 1st | 2012年11月21日 | スクランブル     | 飛行機雲                        | CD   | KICM-1422 | 145位    |
| 2nd | 2013年1月30日  | 境界線/アイリス  |                                 | CD   | KICM-1432 | 67位     |
| 3rd | 2013年6月12日  | 手紙             | Love you Darling                | CD   | KICM-1450 | 136位    |
| 4th | 2014年1月15日  | カス             | グレーゾーン                    | CD   | KICM-1485 | 90位     |
| 5th | 2015年1月16日  | 愛の詩           | 笑い飛ばせ！ あっきょの唄（仮） | CD   | S001      |          |
| 6th | 2015年10月23日 | 夏の跡/１月と8月 |                                 | CD   | S002      |          |

## ミュージックビデオ
| 曲名                                                                                           |
| 「スクランブル」(出演:栗原類) 「カス」 「境界線」 「手紙」(出演:上川隆也・武田真治) 「愛の詩」 |

## 出演

### 映画
- ヨコハマ物語（2013年11月16日公開） - 安西実咲 役

### ラジオ
- 泉沙世子 HAPPY NIGHT（2013年10月 - 2014年3月、ニッポン放送） - ワイド番組『大谷ノブ彦 Good Job ニッポン』内で毎週火曜日19時台後半に放送。

## タイアップ
| 起用年 | 楽曲         | タイアップ                                                                 |
| ------ | ------------ | -------------------------------------------------------------------------- |
| 2012年 | スクランブル | 20世紀FOX映画 / ファントム・フィルム配給映画『カラスの親指』イメージソング |
| 2013年 | 境界線       | 東京テアトル配給映画『さよならドビュッシー』主題歌                         |
| 2013年 | 手紙         | 東映配給映画『二流小説家 シリアリスト』主題歌                              |
| 2013年 | カス         | オフィスキタ配給映画『ヨコハマ物語』主題歌                                 |

## 主なライブ

### ワンマンライブ・主催イベント
- 2015年01月16日 - 「泉 彩世子 ワンマンLIVE 2015 『intro...』～沙世子から彩世子へ～」
- 2016年02月06日 - 泉彩世子カバーワンマンライブ『脳内ジュークボックス』

### 出演イベント
「泉沙世子」名義
- 2012年10月14日 - MINAMI WHEEL 2012
- 2012年11月16日 - Inter FM 「76Records」 Presents 『SPOTLIGHT』
- 2013年03月20日 - 東京ランウェイ2013 SPRING/SUMMER
- 2013年08月12日 - SEACRET GIRL'S PARTY
- 2014年04月20日 - トアロード・アコースティックフェスティバル2014
- 2014年06月08日 - SAKAE SP-RING 2014
- 2014年10月01日 - CHELSEA HOTEL PRESENTS「水曜日は無料ライブの日」 ～Some Girls～

「泉彩世子」名義
- 2014年11月10日 - 「ToKYo SoRA」
- 2014年11月12日 - 『川嶋あい × 半﨑美子 ～ Daikanyama Loop 6th Anniversary ～』
- 2014年11月19日 - amamori プレゼンツ『小さいお庭』
- 2014年11月20日 - aobahitori & 磯部俊行 presents『素敵庵 vol.4 ～お久しぶりね、あなたに会うなんて～』
- 2014年11月22日 - LiveStream K-Station 吉水翔子バースデー&JIMANG久々の参戦
- 2015年03月09日 - 丘の上のコトバたち
- 2015年03月19日 - CHELSEA HOTEL PRESENTS「無料ライブの日」
- 2015年05月05日 - Vec presents "三本の矢 v6"
- 2015年06月06日 - アシガルユース presents「歌MONO generations vol.3」～時を越える音が世代を繋ぐ、、、故に、爆裂点心蒸し放題!??～
- 2015年06月19日 - 詩音 ～utaoto～
- 2015年07月03日 - 音霊 OTODAMA SEA STUDIO 2015「ビーチのシンフォニー2015'」
- 2015年07月27日 - Bookmark vol.44
- 2015年09月01日 - "心響vol.69"
- 2015年09月10日 - Book mark Vol.46
- 2015年11月26日 - いであやか × 泉彩世子
- 2015年12月27日 - ともしび ～ Candle Night LIVE ～
- 2016年01月21日 - またくるね#4
- 2016年02月16日 - 坂道の途中で #1
- 2016年02月22日 - JANUSTIC SINGER SONGER